# Sklabinský hrad
Sklabinský hrad je zřícenina hradu na nevysokém návrší (626 metrů) nad obcí Sklabinský Podzámok v dolní části Kantorské doliny v severozápadní části Velké Fatry, přibližně 9 kilometrů na východ od Martina a 1,5 kilometrů severovýchodně od Sklabině.

## Historie
První písemná zmínka o hradu pochází z roku 1309, ale postaven byl zřejmě již na přelomu třináctého a čtrnáctého století nejspíše županem Dončem. Sídlil zde kastelán (později podžupan), který dohlížel na tuto část panství Zvolenského komitátu. Poté, co vznikla v roce 1339 oddělením od Zvolenské (podobně jako Liptovská a Oravská) také samostatná Turčianska župa, stal se hrad královským majetkem, přičemž jeho kasteláni současně zastávali úřad turčianských županů. Valnou část 15. století byl v zástavní držbě Ondřeje Balického a dalších členů jeho rodu. V roce 1436 v důsledku útoku husitů hrad vyhořel, ale byl opět nákladně opraven. Z dalších držitelů hradu v průběhu 15. století jsou známi Jan Hunyady, jeho syn Matyáš Korvín, župan Jan Arnošt Budinský a Jan Zápolský.
Poté, co se po smrti Ludvíka Jagellonského v bitvě u Moháče chopil vlády v Uhrách Ferdinand I. Habsburský, daroval polovinu hradu a sklabinského hradního panství v roce 1527 Františku I. Révaiovi († 1553), který v důsledku turecké expanze přišel o své rodové statky v jižní části království. Druhou polovinu hradu král zastavil Ladislavu a Mikulášovi Makedonským, avšak již roku 1540 se Révaiovým podařilo obě části panství sjednotit a tento rod vlastnil hrad až do poloviny 20. století.

## Popis
Nejstarší částí, pocházející z přelomu 13. a 14. století, je horní hrad nepravidelného půdorysu s vnitřním nádvořím, které bylo postupně zastavěno obytnými a hospodářskými budovami (ještě v 19. století byla v jeho středu patrná cisterna, která této části hradu zajišťovala vodu). Z dochovaných pozůstatků na vrcholových partiích i z půdorysu není zřejmé, zda horní hrad disponoval již od počátků také věží. Přibližně mezi lety 1460–1480 byl přestavěn a rozšířen o předhradí opevněné novým pásem hradeb, které byly na severozápadní straně zesíleny dvěma polygonálními baštami. Vstup do hradu zajišťovala klínovitá věž umístěná v severní části tohoto druhého hradebního okruhu (její funkce jakožto brány zanikla s výstavbou třetího hradebního okruhu a zejména kaštelu, jehož stavba měla za následek přeložení přístupové komunikace). V roce 1468 byla vně východní části hradby horního hradu, kde byla na počátku 15. století vystavěna věž a kudy vedl přístup do jádra hradu, vybudována emporová kaple. Její pozůstatky se dochovaly, jsou zde patrná torza křížové klenby s dekorativními dříky a výběhy žeber. Ještě na konci 15. století došlo k dalšímu zdokonalování fortifikací, přičemž byla jižní část druhého hradebního okruhu zpevněna novou baštou, opatřenou cimbuřím.
Kolem poloviny 16. století byl hrad rozšířen o druhé předhradí a doplňován o další fortifikační prvky. Tyto stavební úpravy souvisely i s tureckým nebezpečím, které ohrožovalo především jižní kraje Slovenska, ale vyvolaly masivní opevňovací aktivity i v Turky neobsazených částech Uherského království. Do prostor druhého předhradí, které na jihu chránil mohutný val doplněný novým, již třetím pásem hradeb, byla přeložena přístupová cesta k jádru hradu, kterou kontrolovala válcová bašta. Do severozápadní části tohoto předhradí byla situována nová polygonální dělová bašta, která měla zajistit palebné pokrytí přístupové komunikace k hradu a jejíž těleso bylo později zakomponováno do stavby kaštele. Úpravy, které vedly k posílení dělostřelecké obrany, postihly i některé další stavby druhého pásu hradeb. Jednou z nich byla i výrazná hranolová stavba v jižní části druhého hradebního obvodu, která se však záhy dočkala nové adaptace, neboť nejpozději od 17. století sloužila jako místo pro konání župních shromáždění, která zde pravidelně zasedala až do poloviny 18. století, kdy byl postaven nový župní dům v Martině. Pravděpodobně nejmladší částí hradu je zděné opevnění uzavírající severozápadní část druhého předhradí, které bylo vybudováno zřejmě v souvislosti se stavbou nového kaštele. Je doplněno dvěma malými baštami, které chránily přístup do hradu, avšak vzhledem k relativně malé hmotě jejich staveb měli spíše estetickou než vojensko-obrannou funkci.

## Kaštel
V letech 1610–1612 nechal Peter Révai postavit v severozápadní části druhého předhradí za využití polygonální dělostřelecké bašty pohodlný renesanční jednopatrový kaštel, který byl opatřen zdobným vstupním portálem s nápisovou deskou, jejíž text připomínal stavební aktivity zadavatele a jeho manželky. Kaštel splňoval náročnější požadavky na bydlení šlechty v době raného novověku a stal se novým sídlem vrchnosti. To však zároveň vedlo k pozvolnému zániku původního horního hradu, který zřejmě již v 17. století přestal být trvale obýván. Přestože již v 18. století přesídlila správa Turčianské župy do města Martin a hrad již dávno ztratil svoji obrannou funkci, využívali Révaiové kastel nadále jako své letní sídlo a posléze též k uchování části svých rodinných sbírek. Byl obyvatelný až do roku 1944, kdy ho po vypuknutí Slovenského národního povstání vypálila vojska wehrmachtu.

## Fotogalerie

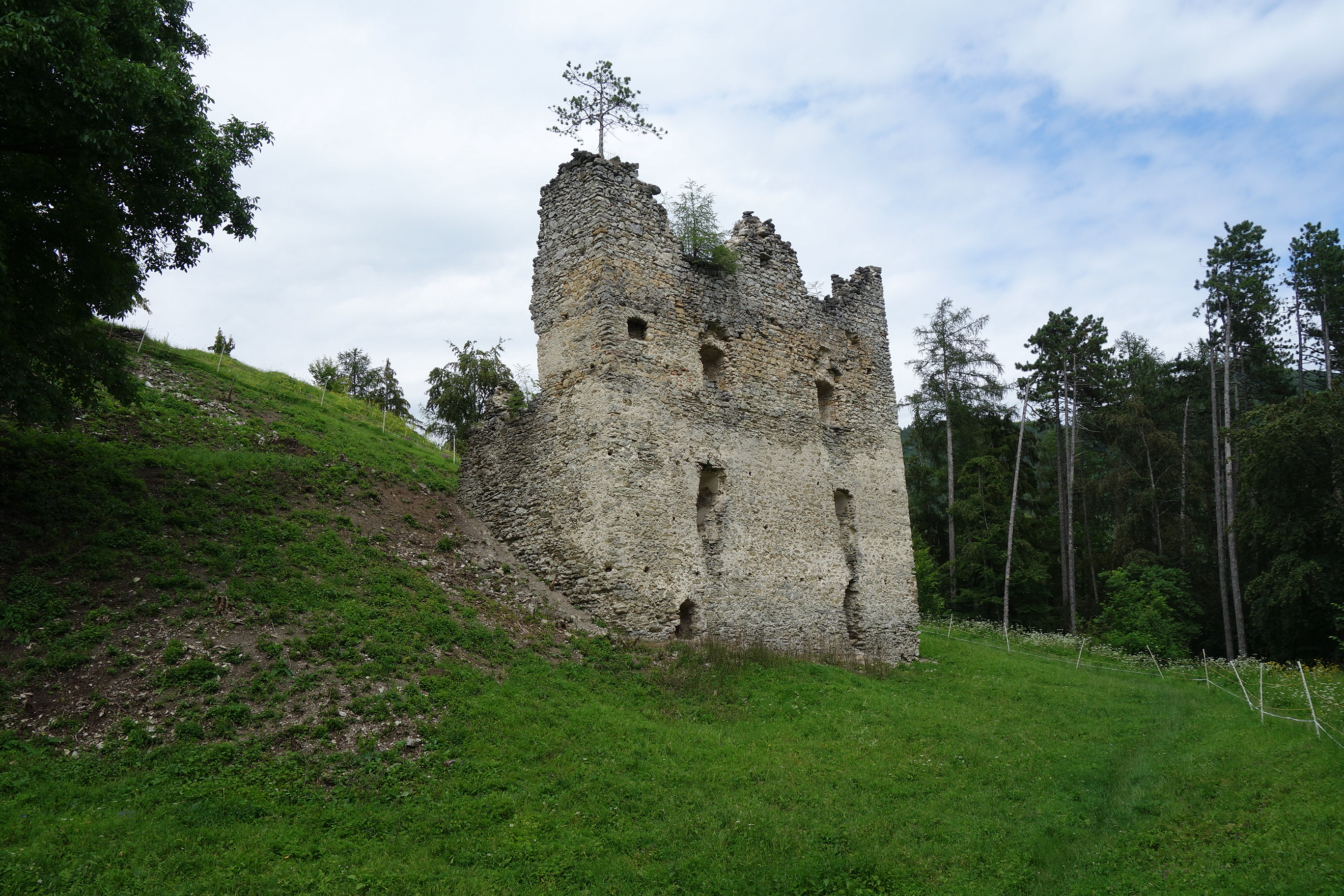
Někdejší renesanční palác, kde probíhala župní zasedání
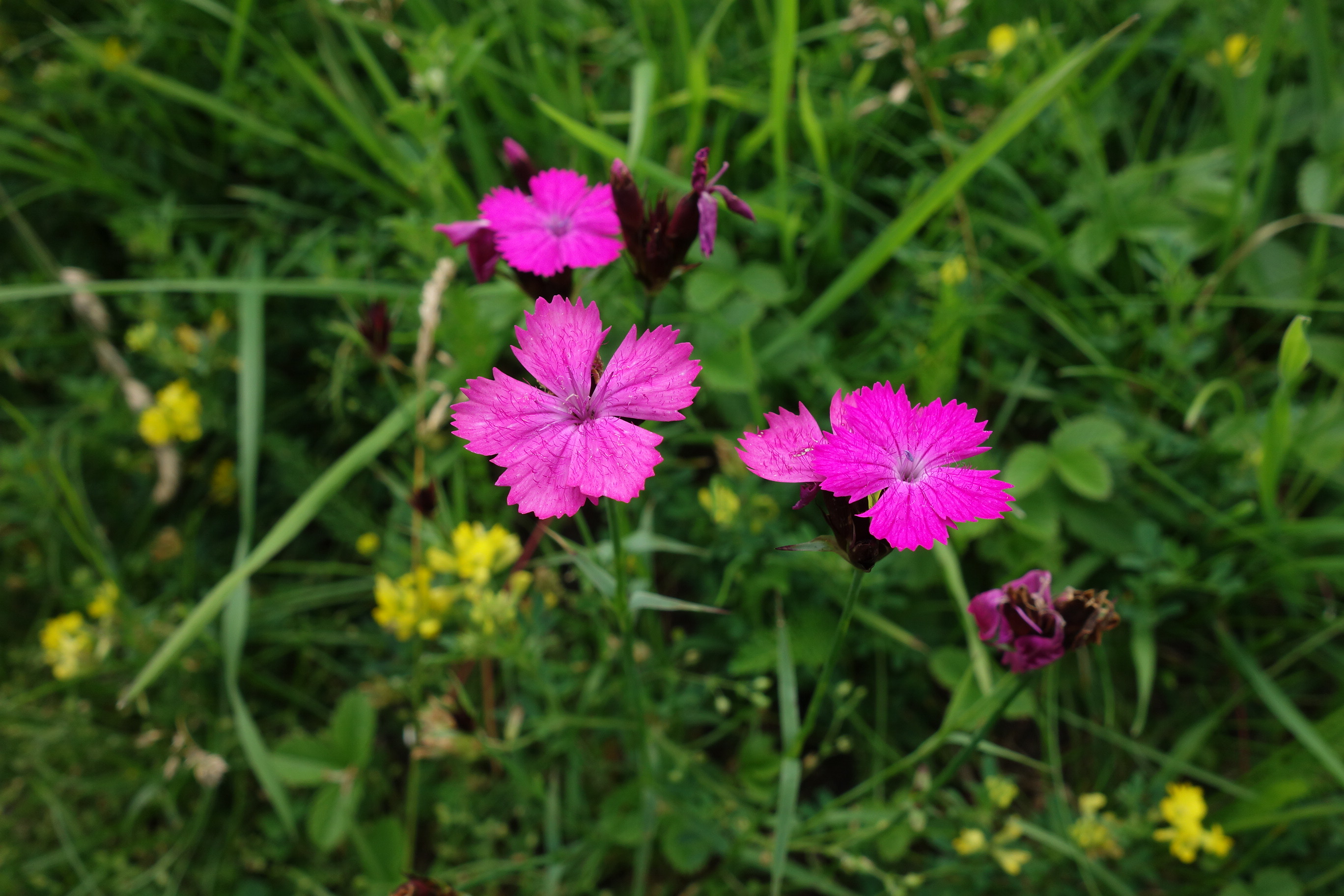
Hvozdík kartouzek v horních partiích hradu (červenec 2020)
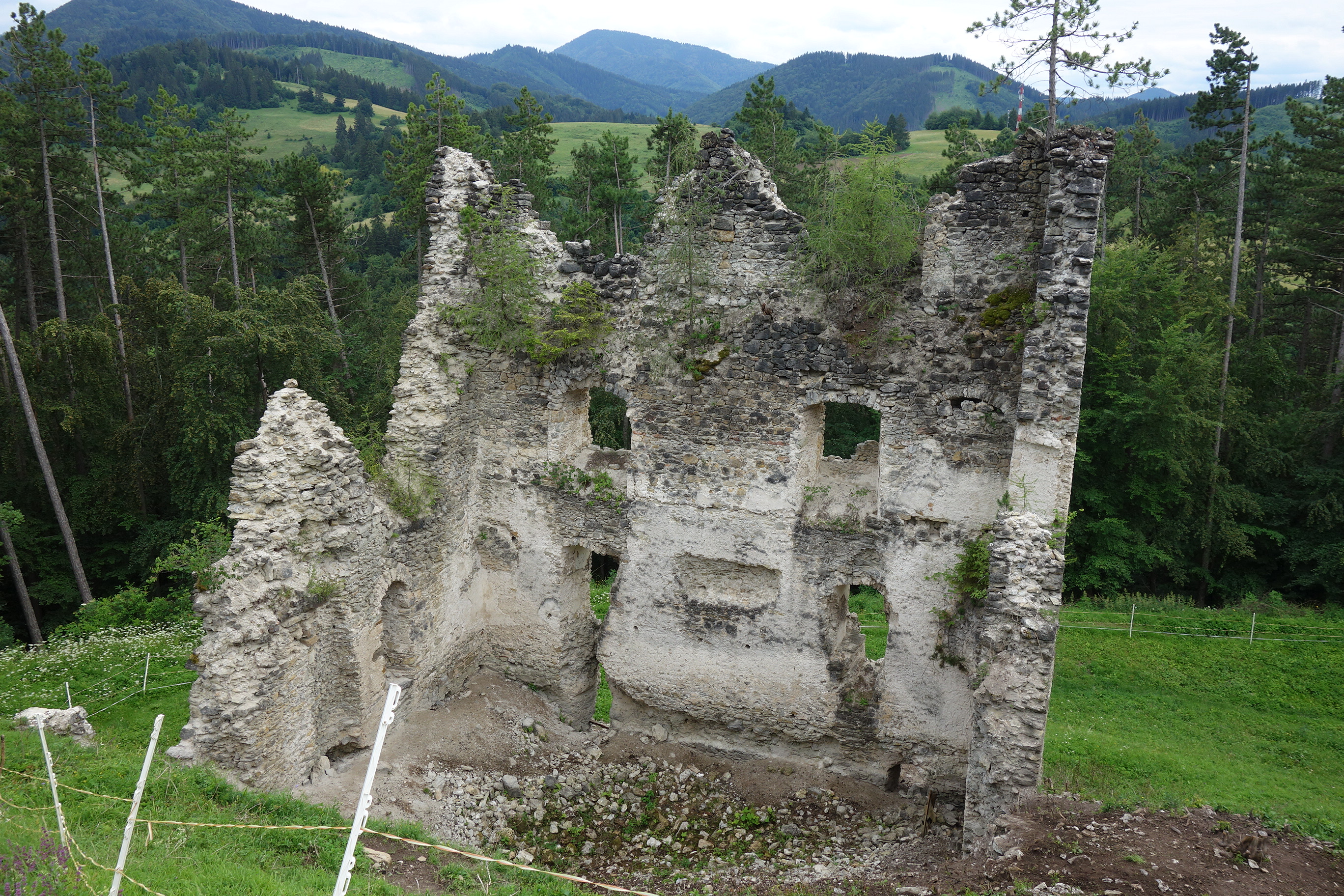
Pohled na palác z horního hradu
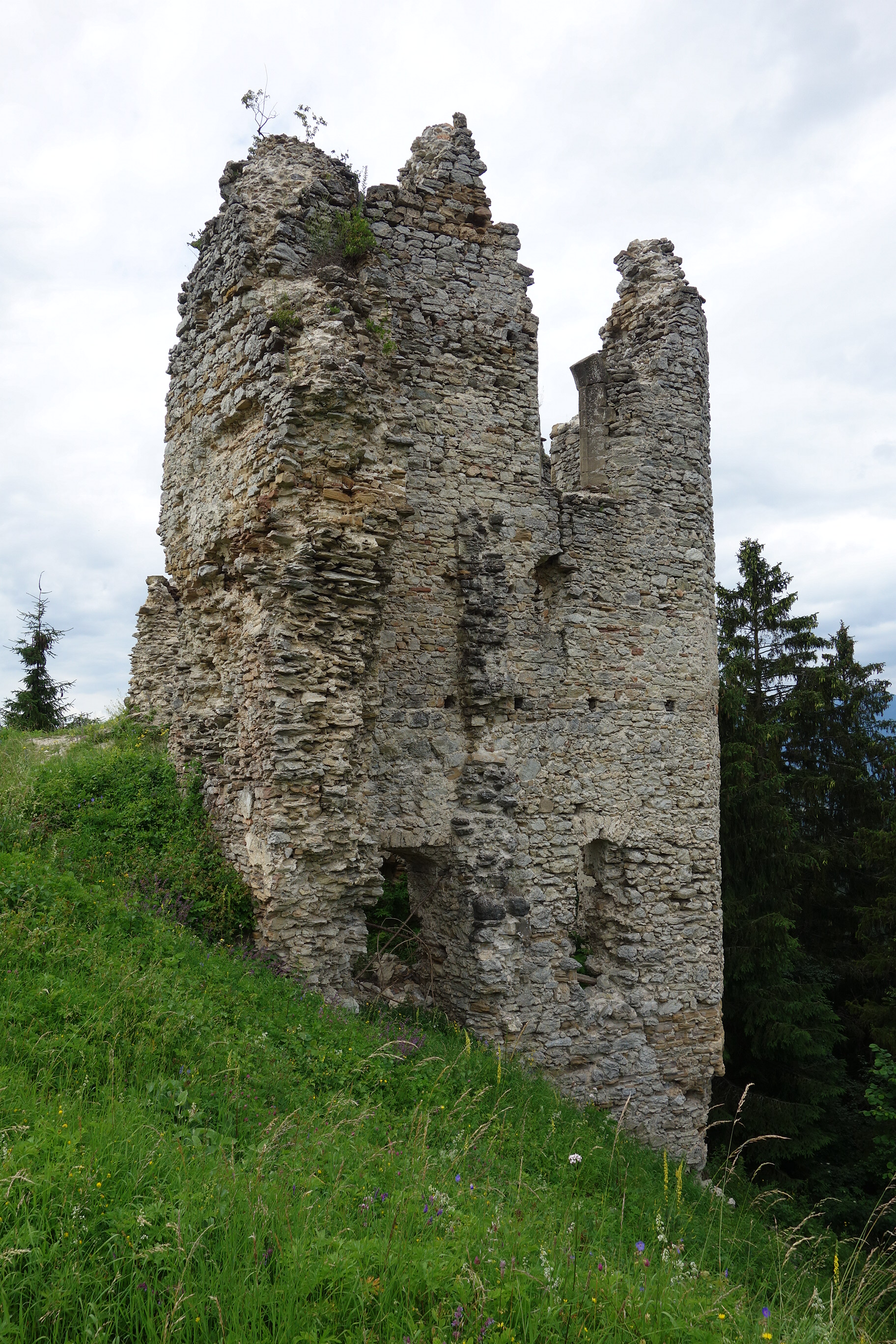
Věž přistavěná na počátku 15. století k východní straně horního hradu
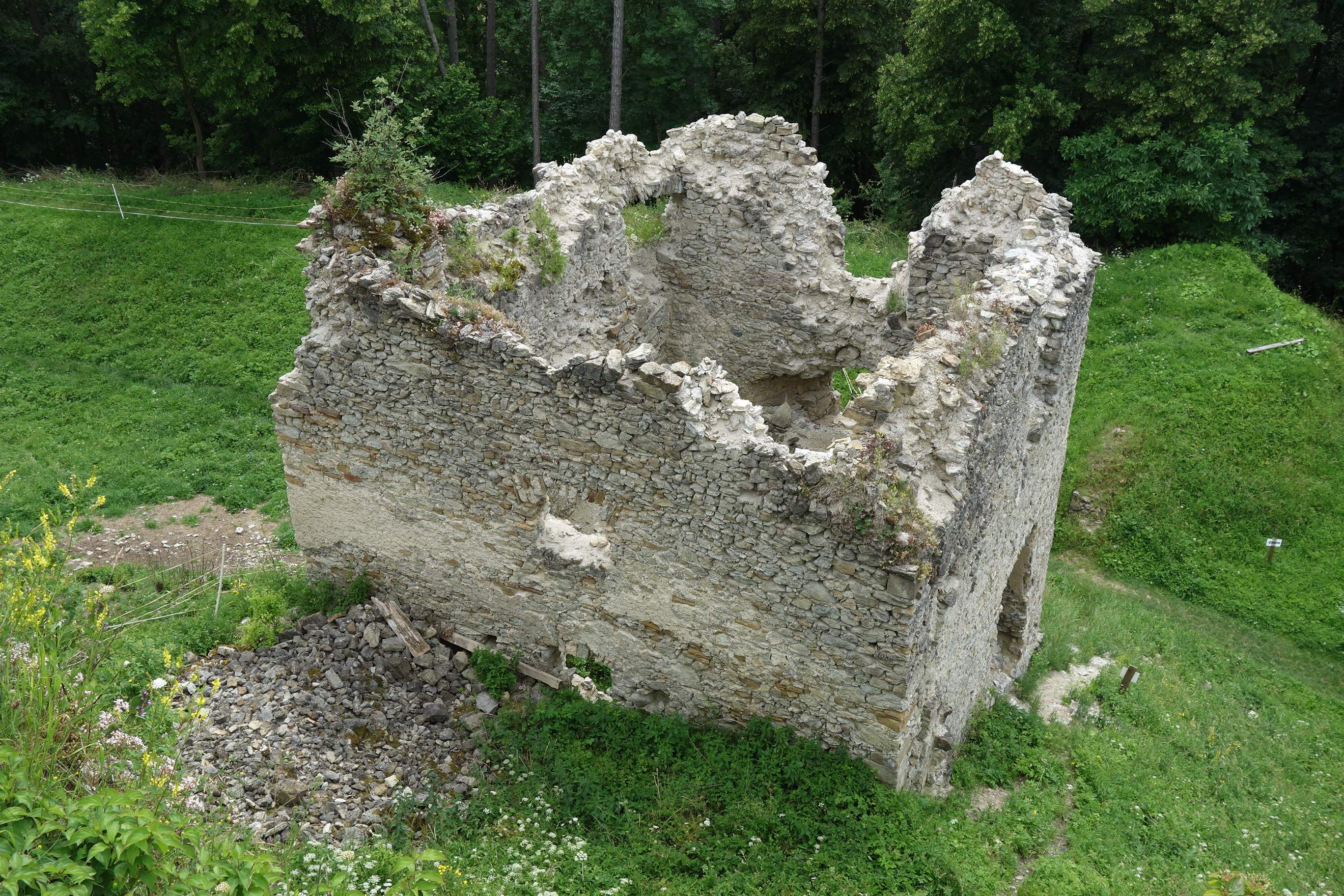
Jihozápadní bašta druhého hradebního okruhu
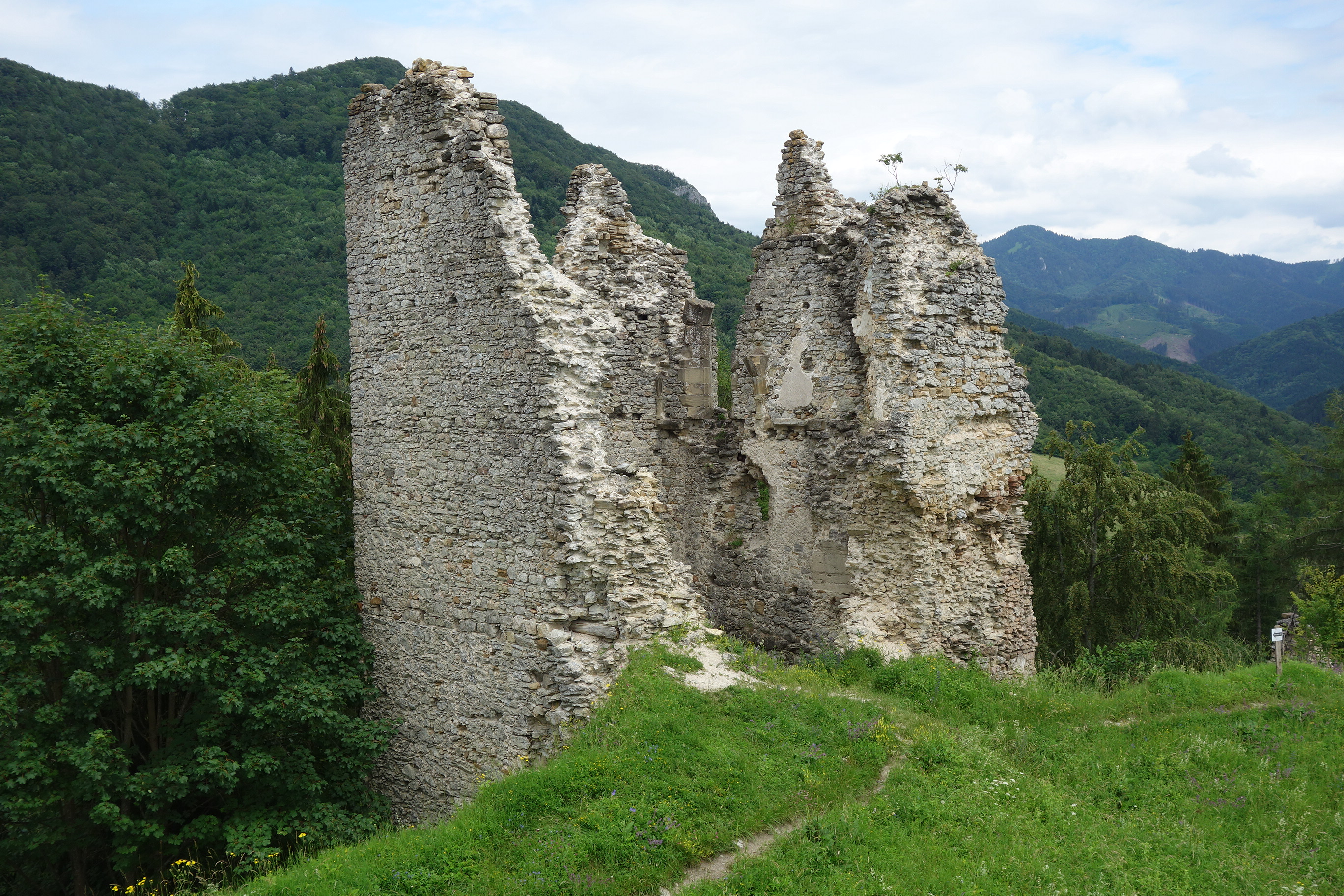
Pohled směrem do nitra kaple z horního hradu
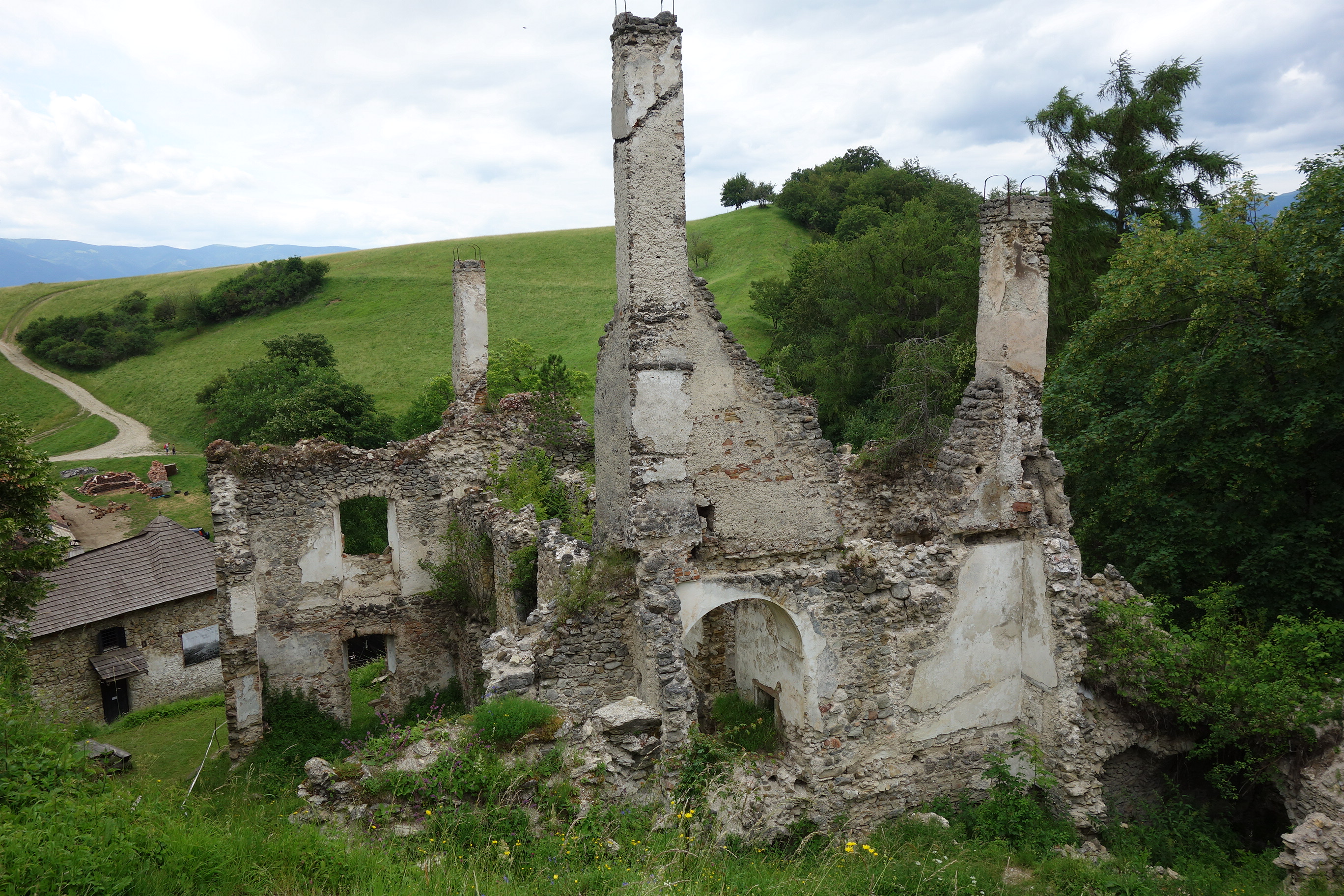
Pozůstatky kaštele Révaiovců vypáleného v roce 1944
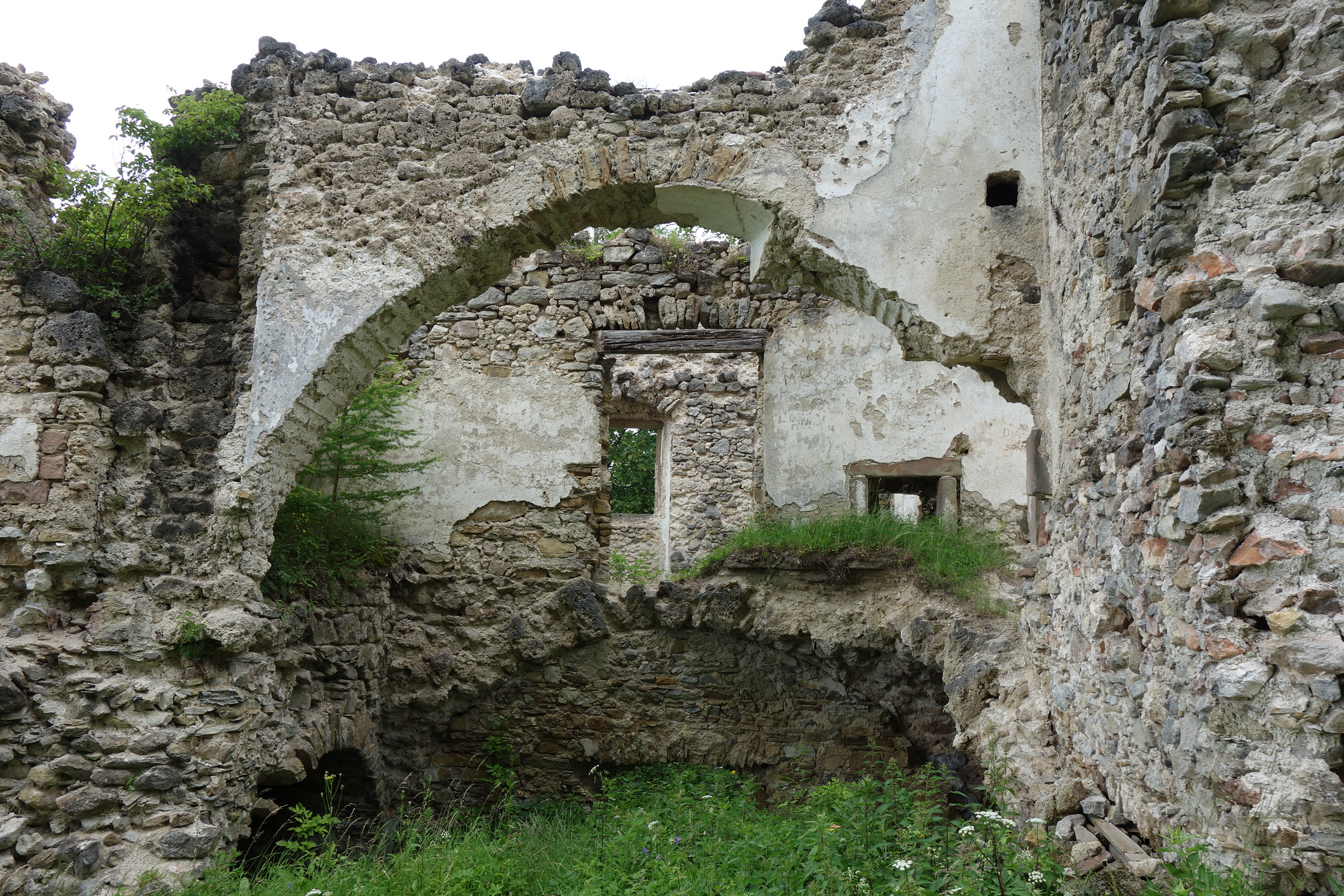
Pohled do vnitřní části kaštele
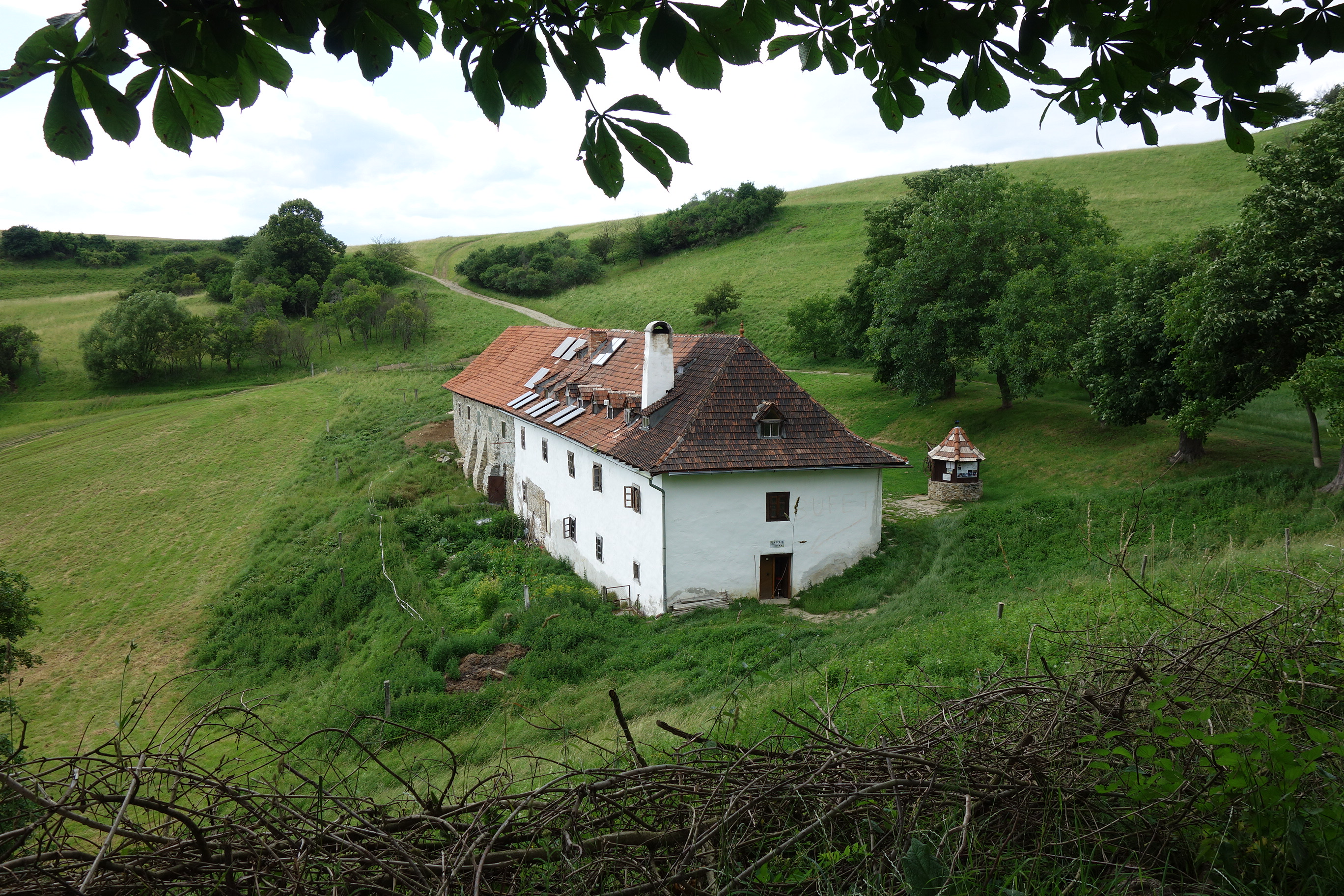
Rekonstruovaná hospodářská budova na západním předhradí - muzeum hradu
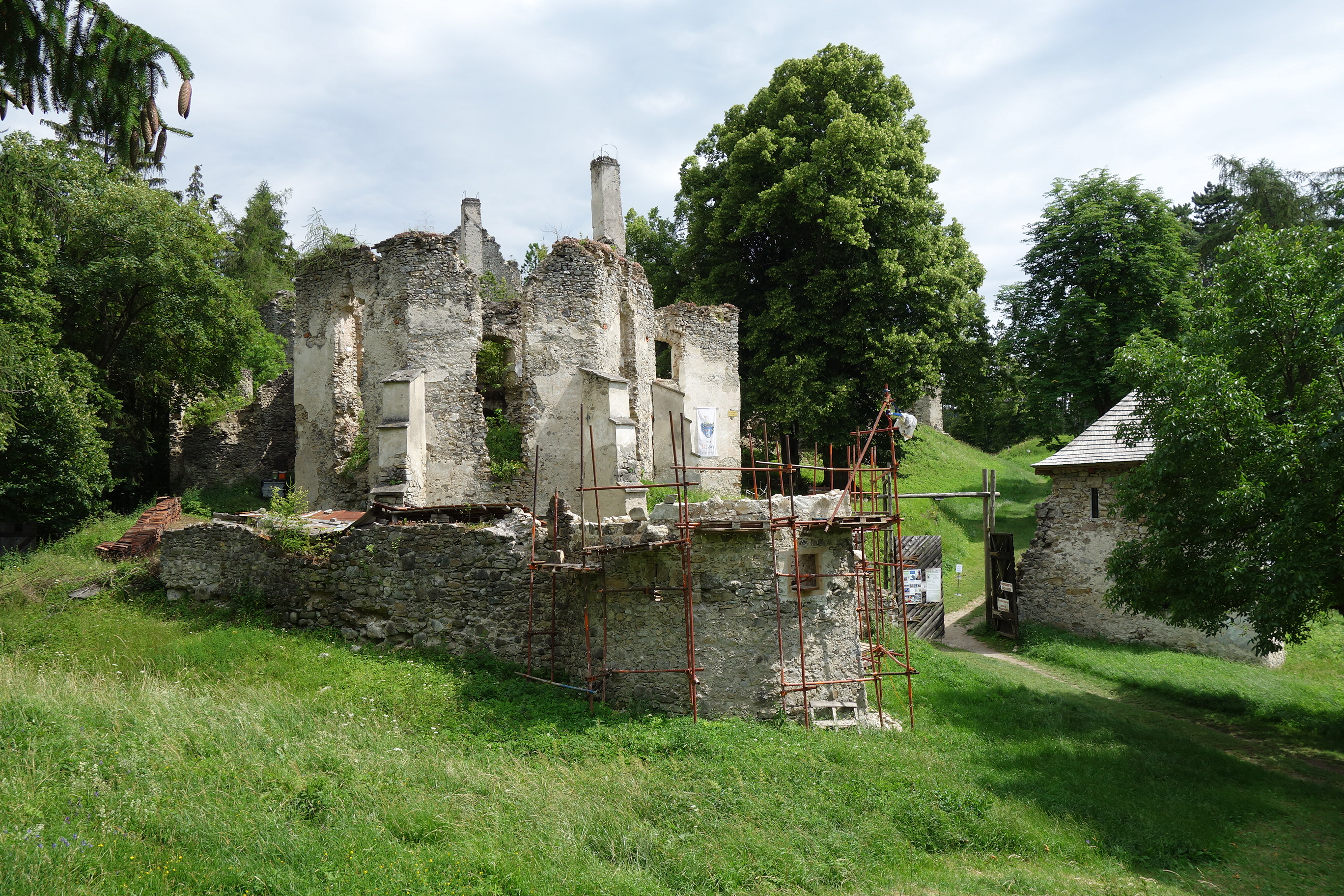
Vstup do areálu hradu (stav v červenci 2020)
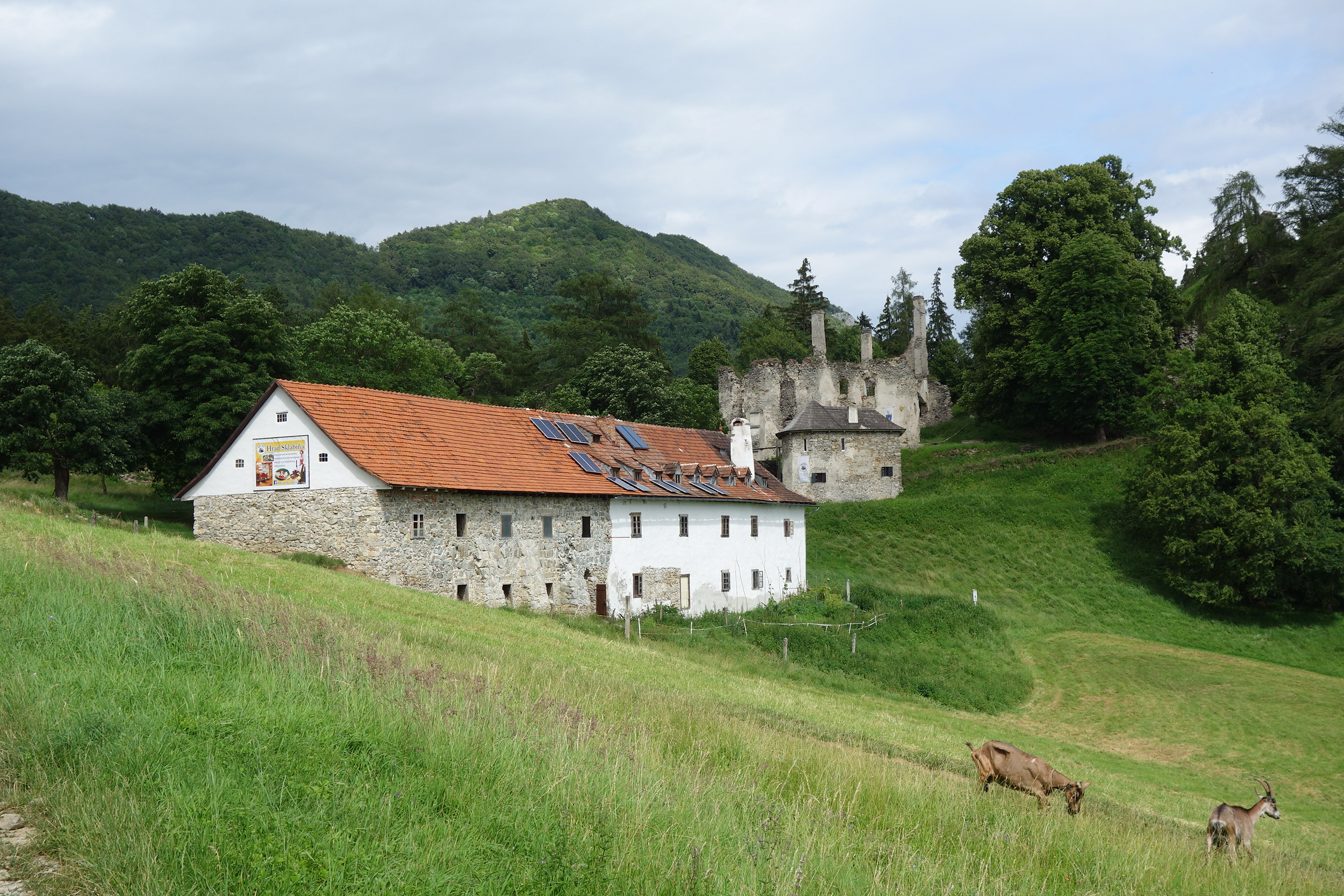
Pohled na muzeum a kaštel od západu

## Zajímavosti
Zřejmě někdy v průběhu první čtvrtiny 18. století navštívil hrad uherský polyhistor Matej Bel, který zanechal ve druhém svazku svého vlastivědného díla Notitia Hungariae novae geographico-historica jedinečnou zprávu o jeho stavu. Povšiml si čtyřpodlažního paláce (v němž se kdysi konala župní zasedání), kterému již tehdy hrozilo zřícení. Podle jeho zprávy neměl palác ani vytápění, které by umožňovalo jeho obývání. Zajímavé je Belovo hodnocení kvality hradeb, které prý byly schopné odolat i těžkým střelám. Obráncům by při případném obležení dávaly šance na úspěch také studně s dostatkem vody, ručný mlýn (umožňující průběžné mletí zásob obilí) a zařízení na těžké střely, kterým není vybaven zdaleka každý hrad. Bel zaznamenal i některé dnes již zaniklé prvky staveb. Brána na východní věži u jádra hradu nesla Hunyadovský erb s letopočtem 1408 a kaštel postavený Petrem Révaiem byl zkrášlen mramorem.
Hrad je vyobrazen na poštovní známce z roku 1945 k 1. výročí slovenského národního povstání, autorem předlohy je Viliam Chmel.

## Současnost
Z původních objektů hradu a jeho opevnění se dochovaly zříceniny v různých stadiích rozkladu (části paláců, hospodářských budov, opevnění, bašt i kaštela). Místy stojí zdi do výšky několika metrů, jinde jsou viditelné jen v terénu. Od druhé poloviny 20. století však současně probíhaly dobrovolnické aktivity, které měly dalšímu rozpadu zříceniny zabránit. Záchranné práce převzalo v roce 2000 občanské sdružení Donjon, které hrad získalo nejprve do pronájmu a v březnu 2020 do vlastnictví. Díky jeho úsilí byla od počátku 21. století již část stavebních pozůstatků hradu konzervována, zejména však došlo k rekonstrukci hospodářské budovy stojící na třetím předhradí, kde je umístěno veřejnosti přístupné muzeum. Sdružení Donjon pořádá v prostorech hradu také kulturní akce a zajišťuje prohlídky zříceniny.